# Stefka Jordanowa
Stefka Jordanowa (bulgarisch Стефка Йорданова, engl. Transkription Stefka Yordanova; * 9. Januar 1947; † 16. Januar 2011 in Burgas) war eine bulgarische Sprinterin und Mittelstreckenläuferin.
Bei den Leichtathletik-Halleneuropameisterschaften gewann sie 1971 in Sofia mit der bulgarischen Mannschaft Bronze in der 4-mal-400-Meter-Staffel und 1973 in Rotterdam Gold über 800 m.
1970 wurde sie bulgarische Meisterin über 400 m.

## Persönliche Bestzeiten
- 800 m: 2:01,42 min, 24. August 1973, Athen
  - Halle: 2:02,65 min, 11. März 1973, Rotterdam